# Tenthredomyia tridens
Tenthredomyia tridens là một loài ruồi trong họ Ruồi giả ong (Syrphidae). Loài này được Loew mô tả khoa học đầu tiên năm 1872. Tenthredomyia tridens phân bố ở miền Tân bắc